# Solanum inaequilaterale
Solanum inaequilaterale är en potatisväxtart som beskrevs av Merrill. Solanum inaequilaterale ingår i släktet skattor som ingår i familjen potatisväxter. Inga underarter finns listade i Catalogue of Life.